# Municipio de Richardville
El municipio de Richardville (en inglés: Richardville Township) es un municipio ubicado en el condado de Kittson en el estado estadounidense de Minnesota. En el año 2010 tenía una población de 102 habitantes y una densidad poblacional de 0,87 personas por km².

## Geografía
El municipio de Richardville se encuentra ubicado en las coordenadas 48°56′37″N 96°52′36″O / 48.94361, -96.87667. Según la Oficina del Censo de los Estados Unidos, el municipio tiene una superficie total de 117.17 km², de la cual 116,68 km² corresponden a tierra firme y (0,42 %) 0,49 km² es agua.

## Demografía
Según el censo de 2010, había 102 personas residiendo en el municipio de Richardville. La densidad de población era de 0,87 hab./km². De los 102 habitantes, el municipio de Richardville estaba compuesto por el 99,02 % blancos y el 0,98 % eran de una mezcla de razas. Del total de la población el 0 % eran hispanos o latinos de cualquier raza.